# DGI-byen
DGI Byen er et idrætsanlæg i København beliggende umiddelbart syd for Københavns Hovedbanegård.
DGI Byen er landscenter for DGI (Danske Gymnastik- & Idrætsforeninger) og består af en række forskellige idrætsfaciliteter (håndboldbane, svømmehal, bowling, sportshaller, skydning, mm.), restaurant samt konference- og hotelvirksomhed.
DGI Byen er opført i 4 etaper. Første etape, hvor sportshallerne blev opført, gik fra 28. juni 1996, hvor første spadestik blev taget, frem til 5. december 1997, hvor indvielsen blev foretaget af prins Henrik. Anden etape, hvor Vandkulturhuset blev opført, gik fra 20. august 1998 indtil indvielsen 18. december 1999, som blev foretaget af dronning Margrethe. Tredje etape bestod i opførelsen af hotellet – DGI Byens hotel, CPH Hotel. Den 4. etape er CPH Conference, som er et konferencecenter der kan rumme op til 900 deltagere, og som tager gæsterne med en tur rundt i København. CPH Conference stod færdig i 2009.
Siden 1997 er det gået stærkt med udviklingen og udbygningen af DGI-byen:

1999 – Vandkulturhuset, Kurbadet og DGI Byens Hotel åbner (104 værelser)

2003 – DGI Byen overtager driften af Hotel Centrum (77 værelser)

2004 – DGI Byen overtager driften af Øksnehallen (max 3400 gæster)

2005 – DGI Byen overtager driften af Danhostel Copenhagen City (1020 senge)

2006 – Bygning 55 åbner (max 250 gæster)

2007 – DGI Byen overtager driften af Hotel Astoria (93 værelser)

2008 – Træningshuset og P-huset åbner (192 p-pladser)

2009 – CPH Conference (max 950 gæster) og CPH Bowling & Lounge åbner (16 baner og lounge)

I dag er DGI Byen et samlingspunkt på over 30.000 m2 for idræt, sundhed, kultur og erhvervsarrangementer, hvor erhvervsdelen har haft den største udvikling, blot ikke i DGI-byens samlede profil.
DGI Byen blev i slutningen af juni 2011 erklæret insolvent, og bad skifteretten om en rekonstruktion af virksomheden.